# Marc Willem du Tour van Bellinchave

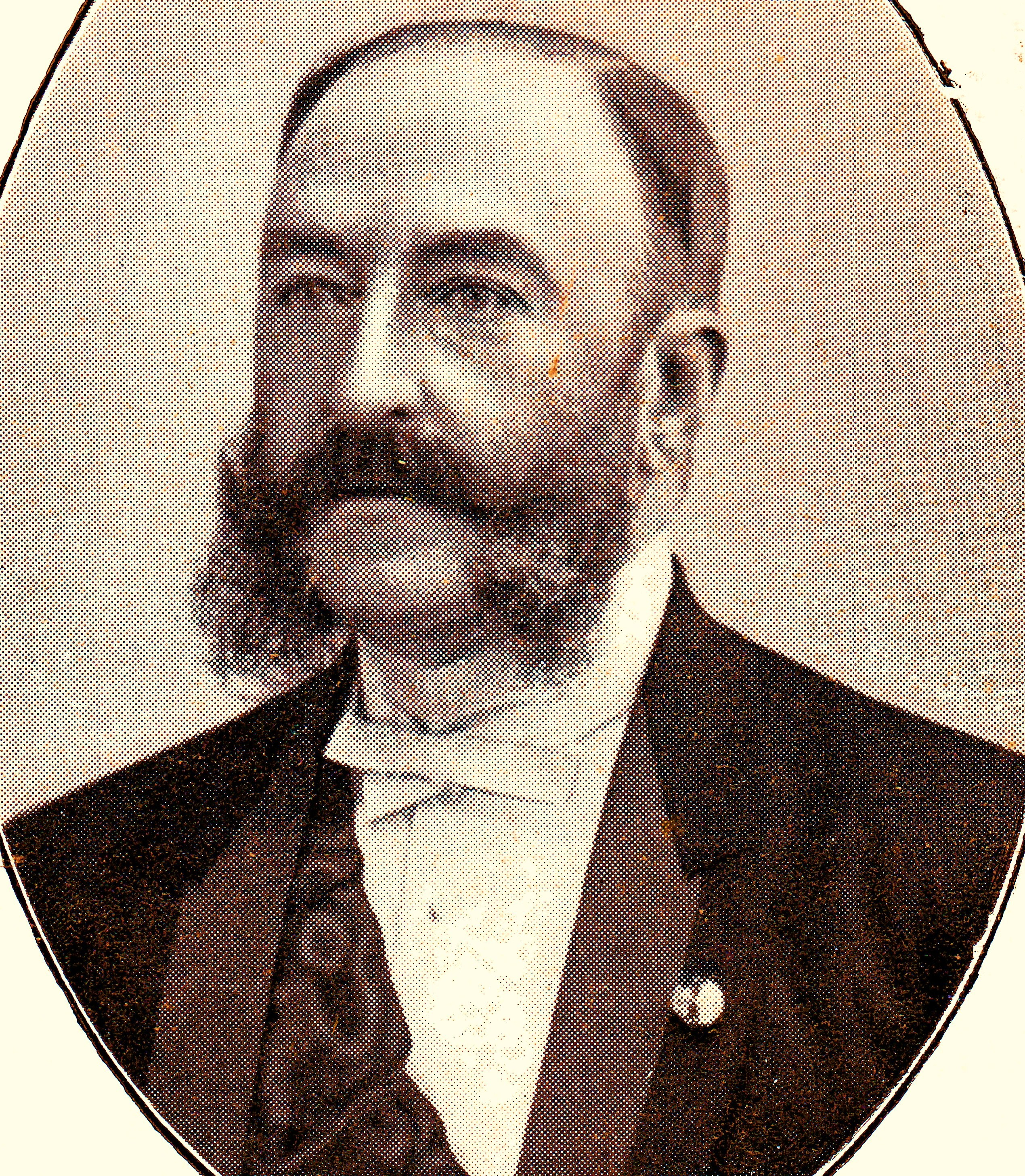
Marc Willem du Tour van Bellinchave

Marc Willem baron du Tour van Bellinchave (Leeuwarden, 29 juli 1835 - Gorssel, 26 juli 1908) was een Nederlands politicus.
Hij was een conservatieve politicus van Friese afkomst, die in Den Haag zowel gemeenteraadslid als wethouder was. Du Tour was een bestuurder met diverse functies in de financiële wereld, de hofhouding en op maatschappelijk gebied. Zo was hij van 1891 tot 1901 opperceremoniemeester van de Koningin. Als minister van Justitie voerde hij het nieuwe Wetboek van Strafrecht in en bracht hij de Beginselenwet gevangeniswezen tot stand.
Hij kocht het landhuis het Hassink te Epse.